# 国鉄クラ9000形貨車
国鉄クラ9000形貨車（こくてつクラ9000がたかしゃ）は、1974年（昭和49年）に郡山工場で1両が試作された、日本国有鉄道（国鉄）の低床式ピギーバック輸送用車運車である。
この項目では、この車両を改造して製作したチサ9000形についても述べる。

## 概要
道路と鉄道を一貫して貨物輸送を行うために、当時次第に普及しつつあったコンテナに続いて、トラックをそのまま貨車に搭載して走るピギーバック輸送の導入が検討された。しかし車両限界の関係から、通常の貨車にトラックをそのまま積載して走ることは日本では不可能で、このことからまず貨車の台枠をできるだけ下げるために小径車輪装備の台車開発を行う事にした。
この試験を行うために1967年（昭和42年）に製作されたのが本形式である。台車の試験用の車両であり、車運車に区分されてはいるが実際には1台の自動車も積載することはできない構造であった。またこの段階では車両としての形式名は付与されなかった。

## 歴史

### クラ9000形時代
超低床車両を実現するために、まず半径の小さな車輪を装備した台車を開発した。車輪径は350mmと、通常の日本の鉄道車両でよく用いられている860mmに比べて半分以下のものとなっている。また、小さすぎる車輪では分岐器通過に際してうまく案内ができないため、三軸台車を採用している。軸重は6tである。三軸台車は、一軸台車を3つ並べてその間を連結したような構造で、上下に撓むことができるようになっており、これにより軌道への追従がよく三軸台車で95 km/hを実現できる。ボルスターなしで側受けにより車体を支えて、台車高さは400mm程度となっている。踏面ブレーキではブレーキ力が不足するために、車輪両側面を制動するディスクブレーキで、また台車に基礎ブレーキ装置を装荷するスペースがないため車輪ごとにブレーキシリンダーが取り付けられている。
まず1971年（昭和46年）度にトーションバーとコイルばねの併用式のばね装置のTR900形台車を日本車輌製造で、重ね板ばねのTR901形台車を日立製作所でそれぞれ1つずつ製作して試験を行った。これに、1972年（昭和47年）度に国鉄郡山工場でトキ15000形の台枠を基に仮車体を製作して装備して、工場内での実験を行った。この時、トラックを搭載した時の重心を想定してやぐらのような構体を車体上に組んでいる。実験の結果がよかったTR901形台車をもう1つ製作して装備し、1973年（昭和48年）度には狩勝実験線などで実験を行った。1974年（昭和49年）度に運輸大臣の特認を得てクラ9000形の形式が与えられ、本線上での試験が行われた。
試験では軸受グリスの高温耐久性などの問題があったものの、それほど大きなものではなかった。しかしコンテナ輸送が本格的に普及していたことから、1976年（昭和51年）度の走行実験で一旦は開発が打ち切りとなった。

### チサ9000形への改造
1983年（昭和58年）度になって、トラックのピギーバック輸送に対応した貨車の開発が再開された。幡生工場においてクラ9000形の改造名義により、TR901台車を再用し、新たに製作した車体を組み合わせてチサ9000形が製作された。
本形式は、全長16,925mm、全幅2,660mm、全高1,096mm、自重18.3t、荷重20tでCL方式空気ブレーキを装備する。台車は軸受グリスの高温耐久性を改良し、また制輪子を合成制輪子から焼結合金制輪子に交換するなどの改良を行っている。TR901台車の上に平台枠の車体を載せたとしても、十分大きなトラックを積載することができないため、台車の間の部分を低床化した構造となっている。この低床部分の高さは400mmで、通常の平台枠貨車の1,100mm前後から比べてかなり低いものとなっている。これにより積載できるトラックの最大高さは3,800mmを確保している。トラックは1両に1台のみ搭載する。車体の塗色は、インクブルー（青15号）である。長物車に分類されているが、実質的には車運車である。
荷役は、貨車の外に設置したランプウェイからトラックが自走して行う。台車の上の部分は中間部より高くなっているが、低床部へ移行する部分はトラックの自走に問題がない構造となっている。
低床貨車のため、連結器の設置位置が通常の860mmより低く、621mmの低床貨車の標準位置にある。ただしこの車両は1両のみの試験車両であることから、片方は機関車と連結できるようにするために860mmに設定されており、この部分はトラックが荷役で通過する時に支障しないように、開閉式の端梁となっている。もう一端は621mmの高さに設定されており、このため控車としてコキ50000形のコキ51424の片方の連結器を下げる改造を行って実験時に連結している。
1984年（昭和59年）2月から3月にかけて山陽本線で試験走行を行い、さらに1985年（昭和60年）11月から1986年（昭和61年）3月にかけて実際にトラックを積載しての長期試験輸送を行っている。東京貨物ターミナル駅 - 浜小倉駅間で通常のコンテナ貨物列車に併結して走行していた。
実験の結果技術的な目処は立ったものの、依然としてトラックの積み荷の高さに制限を加える必要があり、また有蓋タイプのトラックの多くは積載できないこと、荷役に手間が掛かることなどから、実用化はなされなかった。その後使用は行われていないものの、日本貨物鉄道（JR貨物）に継承され、2010年（平成22年）4月の時点で1両が在籍。2019年（令和元年）現在でも現存しており、現車は広島車両所に留置されている。